# Орто-Сурт
Орто-Сурт (якут. Орто Суурт) — село в Горном улусе Якутии России. Административный центр и единственный населённый пункт Маганинского наслега.

## География
Село расположено в центральной части Якутии. Расстояние до улусного центра — села Бердигестях — 128 км.
Улицы села: улица Илин-Толоон, улица Лесная, улица Мира, улица Новая, улица Озёрная, улица Чаран, улица Чаранг, улица Школьная, улица Юбилейная, переулок Озёрный, а также участок Тыылаах, на котором действует летник.

## Население
| 1989 | 2001 | 2002 | 2007 | 2009 | 2010 | 2011 |
| ---- | ---- | ---- | ---- | ---- | ---- | ---- |
| 507  | ↘506 | ↗516 | ↘511 | ↗531 | ↗536 | ↗537 |
| 2012 | 2013 | 2014 | 2015 | 2016 | 2017 | 2018 |
| ↗543 | ↗549 | ↗568 | ↘565 | ↗590 | ↘586 | ↗588 |
| 2019 | 2020 | 2021 |      |      |      |      |
| ↘584 | ↗592 | ↘591 |      |      |      |      |

Национальный состав
Большинство жителей якуты.

## Экономика
В селе расположена центральная усадьба совхоза «Орто-Сурт». Развиты мясо-молочное скотоводство и мясное табунное коневодство.

## Инфраструктура
Имеются Дом культуры, библиотека, 7 магазинов и торговых точек, пекарня, Маганинская врачебная амбулатория, детский сад «Кустук».
В 2011 году в Орто-Сурте началось строительство новой школы.

В селе 146 жилых домов (данные 2011 года). Администрация наслега находится по адресу: село Орто-Сурт, улица Мира, д. 9а.